# العلاقات الباكستانية الوسط إفريقية
العلاقات الباكستانية الوسط أفريقية هي العلاقات الثنائية التي تجمع بين باكستان وجمهورية أفريقيا الوسطى.

## مقارنة بين البلدين
هذه مقارنة عامة ومرجعية للدولتين:
| وجه المقارنة                                              | باكستان                     | جمهورية أفريقيا الوسطى      |
| --------------------------------------------------------- | --------------------------- | --------------------------- |
| المساحة (كم2)                                             | 881.91 ألف                  | 622.98 ألف                  |
| عدد السكان (نسمة)                                         | 197.02 مليون                | 4.66 مليون                  |
| الكثافة السكانية (ن./كم²)                                 | 223.4                       | 7.48                        |
| العاصمة                                                   | إسلام آباد                  | بانغي                       |
| اللغة الرسمية                                             | لغة إنجليزية، اللغة الأردية | لغة فرنسية، اللغة السانغوية |
| العملة                                                    | روبية باكستانية             | فرنك وسط أفريقي             |
| الناتج المحلي الإجمالي (بليون دولار)                      | 304.95 مليار                | 1.95 مليار                  |
| الناتج المحلي الإجمالي (تعادل القوة الشرائية) بليون دولار | 946.67 مليار                | 3.03 مليار                  |
| الناتج المحلي الإجمالي الاسمي للفرد دولار أمريكي          | 1.43 ألف                    | 323                         |
| الناتج المحلي الإجمالي للفرد دولار أمريكي                 | 4.81 ألف                    | 594                         |
| مؤشر التنمية البشرية                                      | 0.538                       | 0.350                       |
| رمز المكالمات الدولي                                      | +92                         | +236                        |
| رمز الإنترنت                                              | .pk                         | .cf                         |
| المنطقة الزمنية                                           | ت ع م+05:00                 | ت ع م+01:00                 |

## منظمات دولية مشتركة
يشترك البلدان في عضوية مجموعة من المنظمات الدولية، منها:
| علم المنظمة | اسم المنظمة                               | تاريخ انضمام باكستان | تاريخ انضمام جمهورية أفريقيا الوسطى |
| ----------- | ----------------------------------------- | -------------------- | ----------------------------------- |
|             | يونسكو                                    | 14 سبتمبر 1949       | 11 نوفمبر 1960                      |
|             | وكالة ضمان الاستثمار متعدد الأطراف        | 12 أبريل 1988        | 8 سبتمبر 2000                       |
|             | الأمم المتحدة                             | 30 سبتمبر 1947       | 20 سبتمبر 1960                      |
|             | الفريق المعني برصد الأرض                  | ?                    | ?                                   |
|             | الاتحاد البريدي العالمي                   | ?                    | ?                                   |
|             | البنك الدولي للإنشاء والتعمير             | 11 يوليو 1950        | 10 يوليو 1963                       |
|             | الاتحاد الدولي للاتصالات                  | 26 أغسطس 1947        | 2 ديسمبر 1960                       |
|             | منظمة حظر الأسلحة الكيميائية              | ?                    | ?                                   |
|             | مؤسسة التمويل الدولية                     | 20 يوليو 1956        | 1 أبريل 1991                        |
|             | المركز الدولي لتسوية المنازعات الاستشارية | 15 أكتوبر 1966       | 14 أكتوبر 1966                      |
|             | منظمة التجارة العالمية                    | ?                    | ?                                   |
|             | منظمة الشرطة الجنائية الدولية             | ?                    | ?                                   |

## وصلات خارجية
- موقع وزارة الخارجية الباكستانية